# Volker Kriegel
Volker Kriegel (Darmstadt, 24 de dezembro de 1943 — Donostia-San Sebastián, 15 de junho de 2003) foi um compositor e guitarrista alemão. Em 1975, ele era um membro fundador do United Jazz + Rock Ensemble.
Atuou também como sideman de vários músicos, incluindo Klaus Doldinger. Além da música, Kriegel foi também um cartunista que apareceu em vários jornais alemães, na emissora de rádio, e um diretor de filmes e autor de livros relacionados à música. Ele reuniu o Ensemble para um tour em 2002. No ano seguinte, morreu  na Espanha, de câncer.

## Discografia

### Como líder
- With a little help from my friends (1968, Liberty 83065) (com Peter Trunk, Günter Lenz, Peter Baumeister, Claudio Szenkar)
- Spectrum (1971, MPS 15301, re-released 2003)
- Inside: Missing Link (1972, MPS 15362) (com Albert Mangelsdorff, Alan Skidmore, Heinz Sauer, John Taylor, Eberhard Weber, John Marshall, Peter Baumeister, Cees See)
- Lift! (1973, MPS 15390) (com Zbigniew Seifert, Stan Sulzmann, Eberhard Weber, John Marshall)
- Mild Maniac (1974, MPS 15403) (com Rainer Brüninghaus, Eberhard Weber, Peter Giger, Joe Nay)
- Topical Harvest (1975, MPS 15471) (com Albert Mangelsdorff, Rainer Brüninghaus, Peter Giger, Joe Nay)
- Octember Variations (1976, MPS 15495)
- Elastic Menu (1977, MPS 15517)
- Houseboat (1978, MPS 15535, com Wolfgang Schlüter)
- Long Distance (1979, MPS 15549)
- Das Beste aus den Siebzigern (MPS 66893)
- Live in Bayern (1980, MPS 15.569)
- Journal (1981, mood 33.605)
- Schöne Aussichten (1983, mood 33.617)
- Palazzo Blue (1989, mood 33.608)
- Das Beste aus den Achtzigern (sampler of the previous 3, mood 6462)
- ZOOM (1999, Remastered, 2-CD-Set, MPS 559 909-2)

### Com United Jazz + Rock Ensemble
- Live im Schützenhaus (1977, mood 33.609)
- Teamwork (1978, mood 33.618)
- The Break Even Point (1979, mood 33.619)
- Live in Berlin (1981, mood 28.628)
- United Live Opus Sechs (1984, mood 33.621)
- Round Seven (1987, mood 33.606)
- Na endlich! (1992, mood 6382)
- Die neunte von United (1996, mood 6472)

### Comosideman
- Emil Mangelsdorff: Swinging Oil Drops (1966)
- Klaus Doldinger: Doldinger Goes On (1967)
- Kühn Brothers & The Mad Rockers (1969, MLP 15340)
- Don "Sugarcane" Harris: Keep on Driving (1970)[5]
- Don "Sugarcane" Harris: Got the Blues (1972)
- Don "Sugarcane" Harris: New Violin Summit (1972)
- Don "Sugarcane" Harris: Keyzop (1975)
- Don "Sugarcane" Harris: Flashin' Time (1976)
- Dave Pike Set: Noisy Silence – Gentle Noise (1969, MPS 15215-ST)
- Dave Pike Set: Four Reasons (1969, MPS 15253)
- Dave PIke Set: Live at the Philharmonie (1969, MPS 15275)
- Dave Pike Set: Album (1971, MPS 15309)
- Dave Pike Set: Infra Red (1972, MPS 20739)
- New Dave Pike Set: Salomao (1973, MPS MB-21541)
- Jonny Teupen: Harpadelic (1969, MPS 15247)
- Klaus Doldinger's Passport: Doldinger Jubilee Concert (1974)
- Curt Cress Clan: CCC (1975)